# Maurits Hendriks

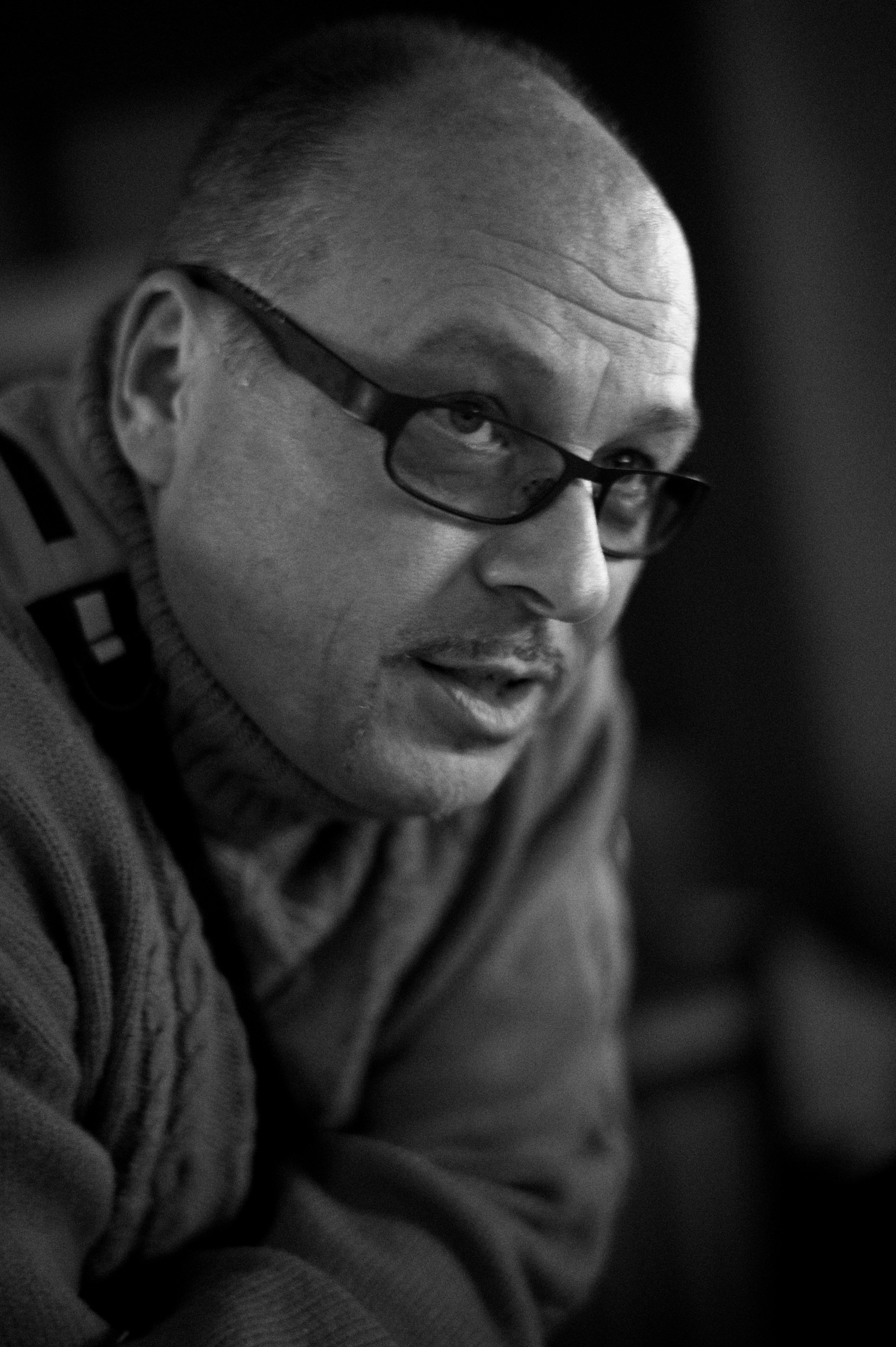
Maurits Hendriks

Maurits Hendriks Gijsbreght (nacido el 1 de enero de 1961 en Ámsterdam, Holanda Septentrional) es un entrenador de hockey holandés, en su etapa como jugador fue portero en la década de 1980 en Enschede. Después de su carrera deportiva comenzó a trabajar como entrenador de hockey, por primera vez en el nivel más alto nivel a principios de la década de 1990 como asistente del club holandés más importante el Ámsterdam.
En 1995, Hendriks se convirtió en primer entrenador de la HGC del equipo absoluto masculino en Wassenaar, con quien de inmediato ganó el título de la Liga holandesa, llamada "Hoofdklasse". En el mismo año fue nombrado como el entrenador asistente de la Equipo Nacional, dirigida por Roelant Oltmans. Ambos lograron conquistar el oro en Atlanta 1996 en Atlanta, Georgia, seguido por el Champions Trophy 1996, el título mundial, y el Champions Trophy 1996.
Tras la dimisión de Oltmans en diciembre de 1998, Hendriks fue nombrado su sucesor. Aunque hubo algunos problemas internos dentro del equipo, Holanda, una vez más, ganó el título olímpico bajo la batuta de Hendriks, esta vez en los Sídney 2000. Sin embargo, Hendriks tuvo que dimitir después de haber ganado en Sídney. A continuación, fue contratado por la Federación Española, y se hizo cargo tras el Mundial de Hockey sobre Hierba de 2002. Hendriks con España vuelve a triunfar en el Champions Challenge 2003, el Champions Trophy 2004, y el Copa de Europa de Naciones de 2005. En las Olimpiadas de Atenas 2004 llevó a España al 4º puesto y en Pekín 2008 consiguió la medalla de plata.
El 11 de diciembre de 2008 se hizo pública su dimisión al frente de la selección española de hockey sobre hierba para hacerse cargo de la Dirección Técnica del Comité Olímpico Holandés.